# Железничка станица Ужице теретна
Железничка станица Ужице–теретна је једна од железничких станица на прузи Београд—Бар. Налази се насељу Крчагово у граду Ужицу. Пруга се наставља у једном смеру ка Ужицу и у другом према Севојну. Железничка станица Ужице–теретна састоји се из 5 колосека.

## Повезивање линија
- Пруга Београд—Бар